# Helene Delacher

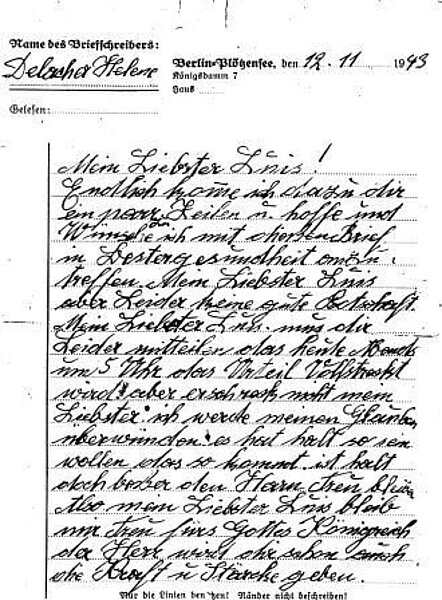
Ihr Abschiedsbrief an den Verlobten

Helene Delacher (* 25. August 1904 in Burgfrieden (Gemeinde Leisach); † 12. November 1943 in Berlin-Plötzensee) war eine österreichische Zeugin Jehovas und ein Opfer der NS-Militärjustiz.

## Leben und Tätigkeit
Delacher arbeitete als Küchenhilfe und später als Aufräumerin im Dienst der Stadt Innsbruck. 1938 trat sie aus der katholischen Kirche aus und wurde Mitglied der Zeugen Jehovas. Durch Urteil des Sondergerichtes beim Landgericht Innsbruck vom 28. August 1940 wurde sie gemäß Paragraph 53 der Verordnung zur Ergänzung der Strafvorschriften zum Schutze der Wehrmacht des Deutschen Volkes vom 25. November 1939 wegen der Zugehörigkeit zu den vom NS-Regime als wehrfeindliche Verbindung eingestuften Zeugen Jehovas erstmals zu acht Monaten Gefängnis verurteilt.
Am 14. Juni 1943 wurde Delacher während einer Reise von Innsbruck nach Brennersee auf einer Hochalm nahe der österreichisch-italienischen Grenze von einem Grenzpolizeibeamten angehalten. Bei der Durchsuchung ihres Gepäcks stellte der Grenzer sechs Ausgaben der vom NS-Regime als staatsfeindlich eingestuften Bibelforscher-Zeitschrift Der Wachtturm sicher. Delacher wurde daraufhin in Haft genommen.
Anschließend wurde sie nach Berlin gebracht und dort wegen des Vorwurfes der Wehrkraftzersetzung und der „landesverräterischen Lügenhetze“ vor dem Reichskriegsgericht angeklagt. Im Urteil vom 4. Oktober 1943 wurde sie für schuldig befunden und zum Tode verurteilt. In der Urteilsbegründung wurde ihr zwar zugestanden, dass sie aufgrund ihres geringen Bildungsgrades nicht in der Lage gewesen sei, alle Stellen der von ihr transportierten Ausgaben des Wachturms zu verstehen, und weiter, dass ihre Urteilskraft und Zurechnungsfähigkeit vermindert seien (so wurde Delacher wohl aufgrund ihrer ausgeprägten Schwerhörigkeit beurteilt), zugleich aber festgestellt, dass ihr die Strafbarkeit ihrer Handlung und die ideologische Tendenz des Wachturms bekannt gewesen sei. Delacher hatte vor Gericht erklärt, dass sie aufgrund ihres Glaubens beispielsweise nicht bereit wäre, in einer Munitionsfabrik zu arbeiten. Das Gericht schenkte ihrer Erklärung, dass sie die mitgeführten Ausgaben des Wachturms nur ihrem Verlobten habe geben wollen, keinen Glauben, sondern hielt es für erwiesen, dass sie eine Kurierin sei, die die Aufgabe übernommen habe, die Zeitschriften zur weiteren Verbreitung in Italien über die Grenze zu schmuggeln. Aufgrund der „besonderen Gefährlichkeit der Tat“ und von Delachers Zugehörigkeit zu den Zeugen Jehovas als einer grundsätzlich staatsfeindlichen Organisation, so räsonierte das Urteil weiter, wurden mildernde Umstände als nicht berücksichtigbar angesehen, so dass das Ergebnis des Gerichte lautete, dass „der Treuebruch und die möglichen schweren Folgen“ von Delachers Tat die Todesstrafe zwingend notwendig machen würden. Das Todesurteil wurde in der Strafanstalt Plötzensee mit dem Fallbeil vollstreckt. Es handelt sich vermutlich um den einzigen Fall, in dem diese Strafe an einem weiblichen Mitglied der Zeugen Jehovas vollzogen wurde.
Ihr Leichnam wurde dem Anatomischen Institut übergeben, dessen Direktor, Hermann Stieve, den Einfluss von Stress auf den Menstruationszyklus erforschte. Die daraus gewonnenen anatomischen Präparate wurden erst am 13. Mai 2019 nach dem späten Auffinden in Stieves Nachlass auf dem Dorotheenstädtischen Friedhof in Berlin bestattet.
Im August 1999 stellte die österreichische Sektion der Zeugen Jehovas beim Landgericht Wien den Antrag, das Urteil gegen Delacher vom Oktober 1943 gemäß dem Gesetz über die Aufhebung von Strafurteilen und die Einstellung von Strafverfahren vom 3. Juli 1945 aufzuheben. Das Gericht entsprach diesem Antrag durch Urteil vom 8. September 1999, womit das Urteil gegen Delacher als im juristischen Sinne „nicht erfolgt“ galt.
Helene Delacher ist eine von 124 Personen, die am Innsbrucker Befreiungsdenkmal namentlich genannt werden.

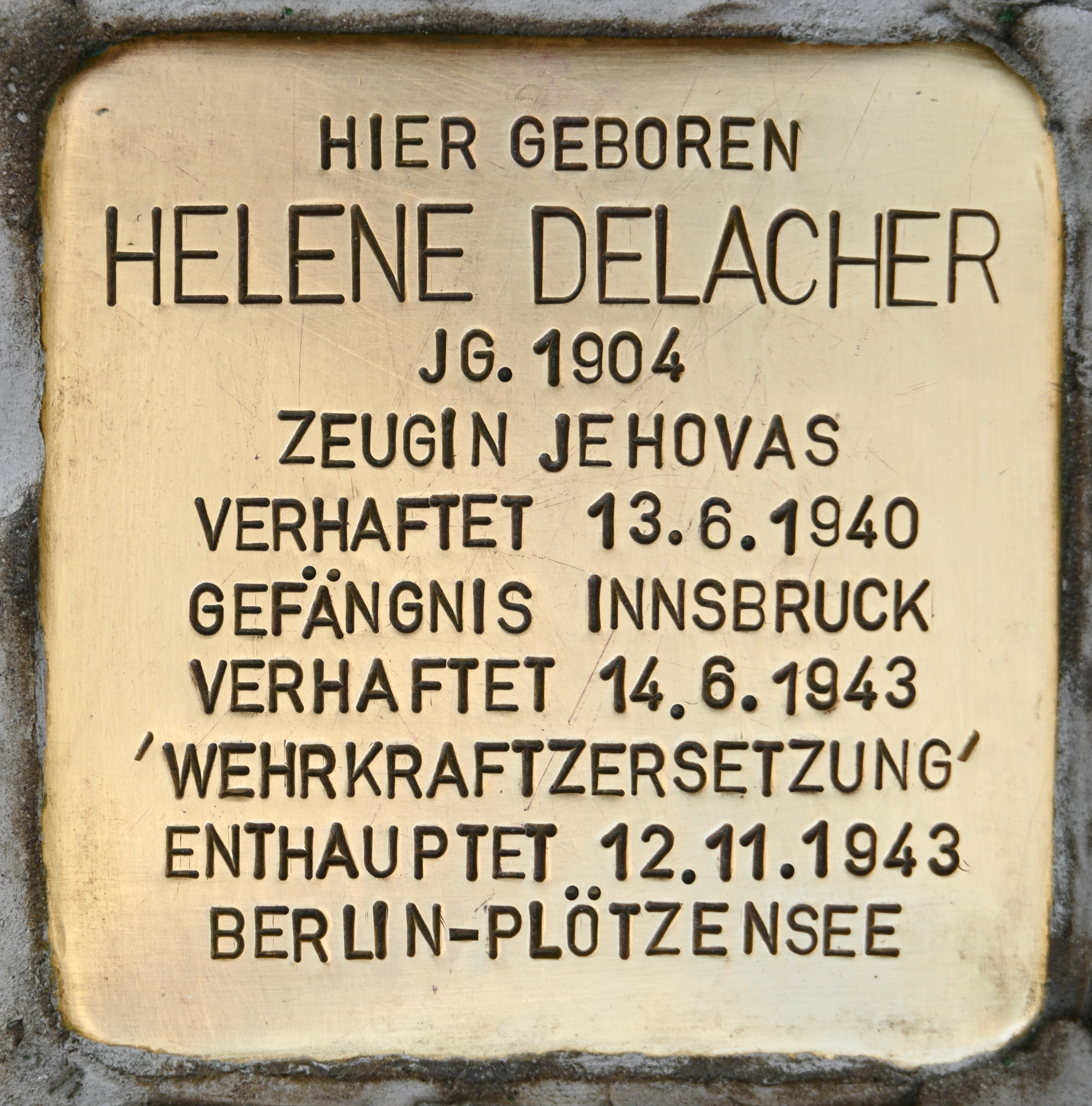
Stolperstein in Leisach

Zahlreiche Anwesende gedachten am 13. November im Gemeindesaal Leisach der 1943 vom Nazi-Regime hingerichteten Zeugin Jehovas Helene Delacher. Unter dem Motto „EINFACH MUTIG“ wurde zu ihrem 80. Todestag bei einer Gedenkveranstaltung ein Stolperstein für sie verlegt – der erste überhaupt in Osttirol.